# Establecimientos de Jaca

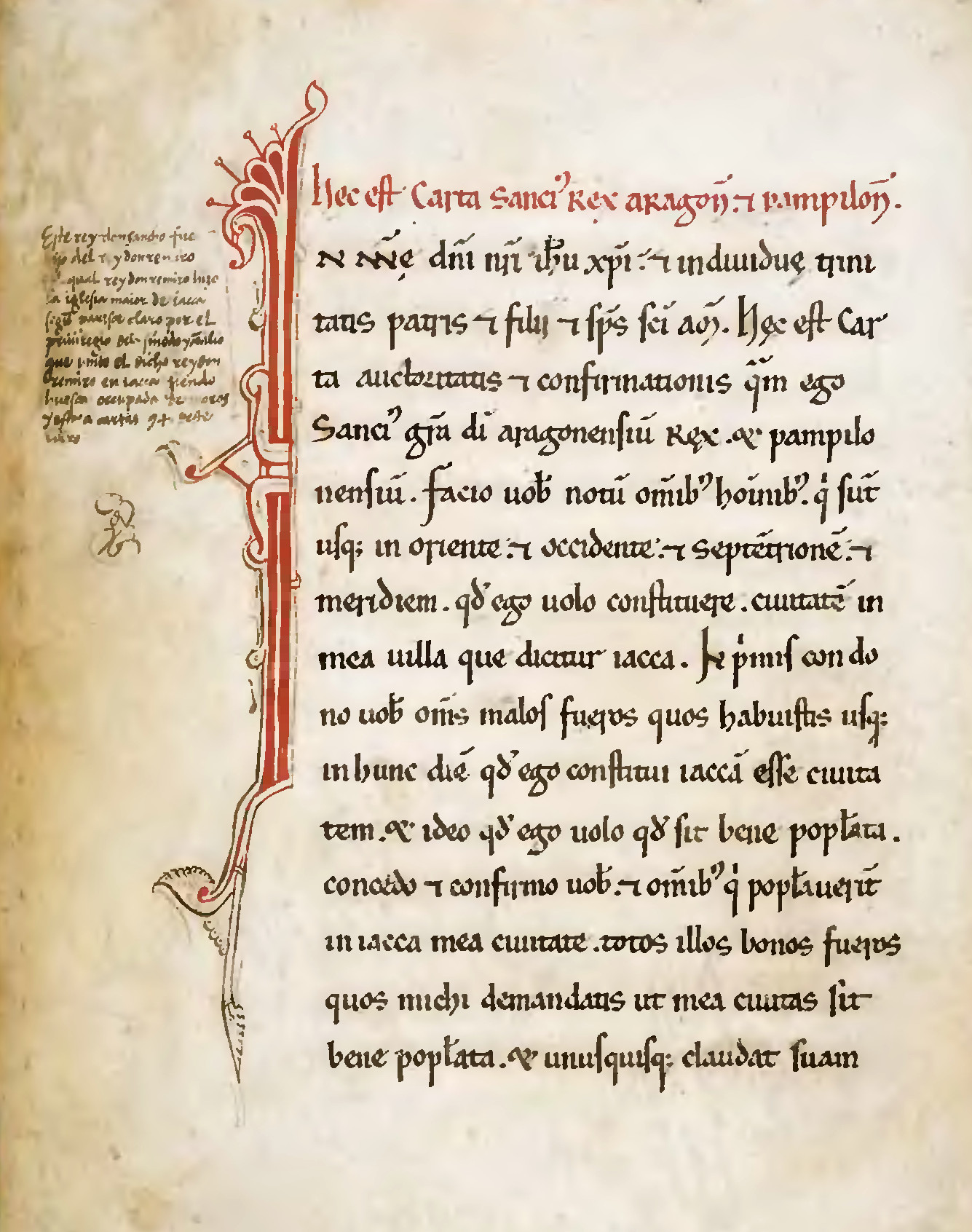
Libro de la Cadena del Concejo de Jaca. Copia del. Ayuntamiento de Jaca. Archivo Municipal.

Los Establecimientos de Jaca (en idioma aragonés Establimentz de Chaca) son los documentos en los cuales se aprobaban los establecimientos u observancias de la ciudad de Jaca durante el siglo XIII. Probablemente fueron redactados entre 1220 y 1238, siendo aumentados y nuevamente actualizados hacia 1336. Están contenidos en el conocido como Libro de la Cadena, conservado en el Archivo Municipal de Jaca y accesible en internet a través del buscador DARA, Documentos y Archivos de Aragón. Los escritos están redactados en idioma occitano en la variedad dialectal gascona, con algunas influencias del idioma aragonés y el catalán:

## Ejemplos
Los tres primeros Establimentz: 

1. Tot primerament devedaren che null homen habitador de Iacca, ni estrani, no porte contel, ni neguna altra arma entz en la villa de Iacca, ni en sas poblations, si no es entran et exin de Iacca con bon entendement.

2. Stabliren demas che tot homen de Iacca, ni habitador, qui portaria contel, ni nulla altra arma entz en la villa de Iacca, ni en sas poblations, si no es entran et exin de Iacca, a tantas vegadas quantas los iuratz las trobaran portan, a tantas vegadas done V solidos de Iacches als iurats de Iacca: los chals V solidos sian obs de la closon de la villa; et achestos V solidos demanden los iurats, els prengan

3. E si achel hom no podía los solidos aver o dar nols volia entro a cap de XV dias, chel metan los iuratz en la carter, e eston hy V dias.